# (6961) Ashitaka
(6961) Ashitaka ist ein Asteroid des inneren Hauptgürtels, der am 26. Mai 1989 von den japanischen Astronomen Makio Akiyama und Toshimasa Furuta an der Sternwarte in Mishima (IAU-Code 886) in der Präfektur Shizuoka entdeckt wurde.
Der Asteroid wurde nach dem schlafenden Vulkan Ashitaka nahe Numazu in der Präfektur Shizuoka benannt.